# Luís Caetano de Santana Álvares
Luís Caetano de Santana Álvares CvTE (Goa – ?) foi um médico português.

## Família
Filho de José Filipe Álvares (Goa - 1911), de linhagem Brâmane de Primeiro Goankar brasonada de Margão, que recebia de tributo uma libra de ouro, Advogado (1887), e de sua mulher … Ferreira, ambos Goeses católicos.

## Biografia
Médico pela Escola Médico-Cirúrgica de Goa (1887) e pela Escola Médico-Cirúrgica do Porto. Exerceu clínica na Guiné e em Moçambique.

### Condecoração
Foi condecorado com o grau de Cavaleiro da Antiga e Muito Nobre Ordem Militar da Torre e Espada, do Valor, Lealdade e Mérito pelos serviços prestados durante a epidemia de peste em Magude, Moçambique.